# Pere Sanglada
Pere Sanglada oder auch Pere Ça Anglada (* ? ; † 11. März 1408 in Barcelona) war ein sehr aktiver Schnitzer und Bildhauer in Katalonien am Übergang vom 14. zum 15. Jahrhundert. Das hervorragendste seiner Werke ist das Chorgestühl in der Kathedrale von Barcelona, begonnen 1394 und vollendet 1399.

## Werdegang und Hauptwerke
Bezüglich seiner Ausbildung und seines Werdegangs gibt es zwei Hypothesen: In der einen wird angenommen, dass er in Girona bei dem Architekten und Bildhauer Pere Morei ausgebildet wurde. Nach dieser Lesart wird ihm die maßgebliche Mitarbeit am Grabmal des Bischofs Bertran de Mont-rodon (~1384) in der Bischofskirche von Girona zugeschrieben, das erhebliche technische Fortschritte in Bezug auf die naturalistische Behandlung des Gesichts der liegenden Figur und die Geometrisierung der Formen in flämischer Manier aufweist. Diese Eigenschaften wechselt er in seinen nachgewiesenen Werken mit einer idealisierten Formelsprache der französischen Gotik ab. Die zweite Hypothese fokussiert die Ausbildung von Pere Sanglada auf den in Barcelona ansässigen Bildhauer, Baumeister und Goldschmied Pere Moragues (*um 1330 ; †1387/88 in Barcelona) und führt dies vor allem auf die Ausführung der Miserikordien im Chorgestühl der Kathedrale zurück, in denen „ein hingebungsvoller Stil zu Tage tritt, der in Katalonien vorher nur bei Pere Moragues existierte“.
Die meisten seiner Arbeiten führte Pere Sanglada in Barcelona aus, wo er in fast allen Dokumenten als Bürger genannt wird. Es lag sicherlich an seinem bereits guten Ruf als hochangesehener Meister, das er vom Domkapitel der Kathedrale von Barcelona den Auftrag für das Chorgestühl dieses Bauwerks erhielt. Er wurde auf Order des Domkapitels zu anderen Kathedralen in Frankreich geschickt, und zwar nach Elne, Narbonne und Carcassonne, um die dortigen Chorgestühle zu studieren und reiste dann nach Flandern, wo er in Brügge das Eichenholz einkaufte, das er dann im Herzen von Barcelona verarbeiten sollte. Als er von der Reise nach Barcelona zurückkehrte, richtete er eine Werkstatt ein, in der er mit den besten Schnitzern Barcelonas der Epoche, wie Antoni Canet oder Francesc Morata und dazu einigen Lehrlingen, wie Pere Oller oder Llorenç Reixac, eine wichtige Schule bildete, die am 4. Mai 1394 mit den Arbeiten begann. Gemeinsam stellten sie in fünf Jahren bis zum 5. Dezember 1399 das gesamte Chorgestühl fertig. Canet und Oller waren später in Katalonien die Verbreiter des sogenannten burgundischen Stils, einer Tendenz, die Sanglada zaghaft andeutet.
Anschließend erhielt Pere Sanglada auch den Auftrag für die sechseckige Kanzel, ebenfalls aus Eichenholz. Diese wurde 1403 fertiggestellt und der Künstler erhielt 100 Florin für sein Werk ausbezahlt: „Pro operando tronam dicte Sedis ubi predicatur et ymagines que existunt eadem“.

## Weitere zugeschriebene Werke
- Grabmal des Bischofs Bertran de Mont-rodon in der Kathedrale von Girona
- Steinskulptur des hl. Andreas, die 1401 im Sala de Cent der Casa de la Ciutat de Barcelona aufgestellt wurde
- Mare de Déu amb el Nen (= Muttergottes mit dem Kind), die aus der Abtei Santes Creus stammt und jetzt im Diözesanmuseum von Tarragona aufbewahrt wird (Zusammenarbeit mit Antoni Canet nach 1403)
- Arcàngel Sant Rafael (= Erzengel Raphael), aus dem Jahr 1400 an der gotischen Fassade des Rathauses von Barcelona
- Liegefigur des hl. Oleguer Bonestruga auf seinem Grabmal im alten Kapitelsaal der Kathedrale von Barcelona (1406)

## Galerie

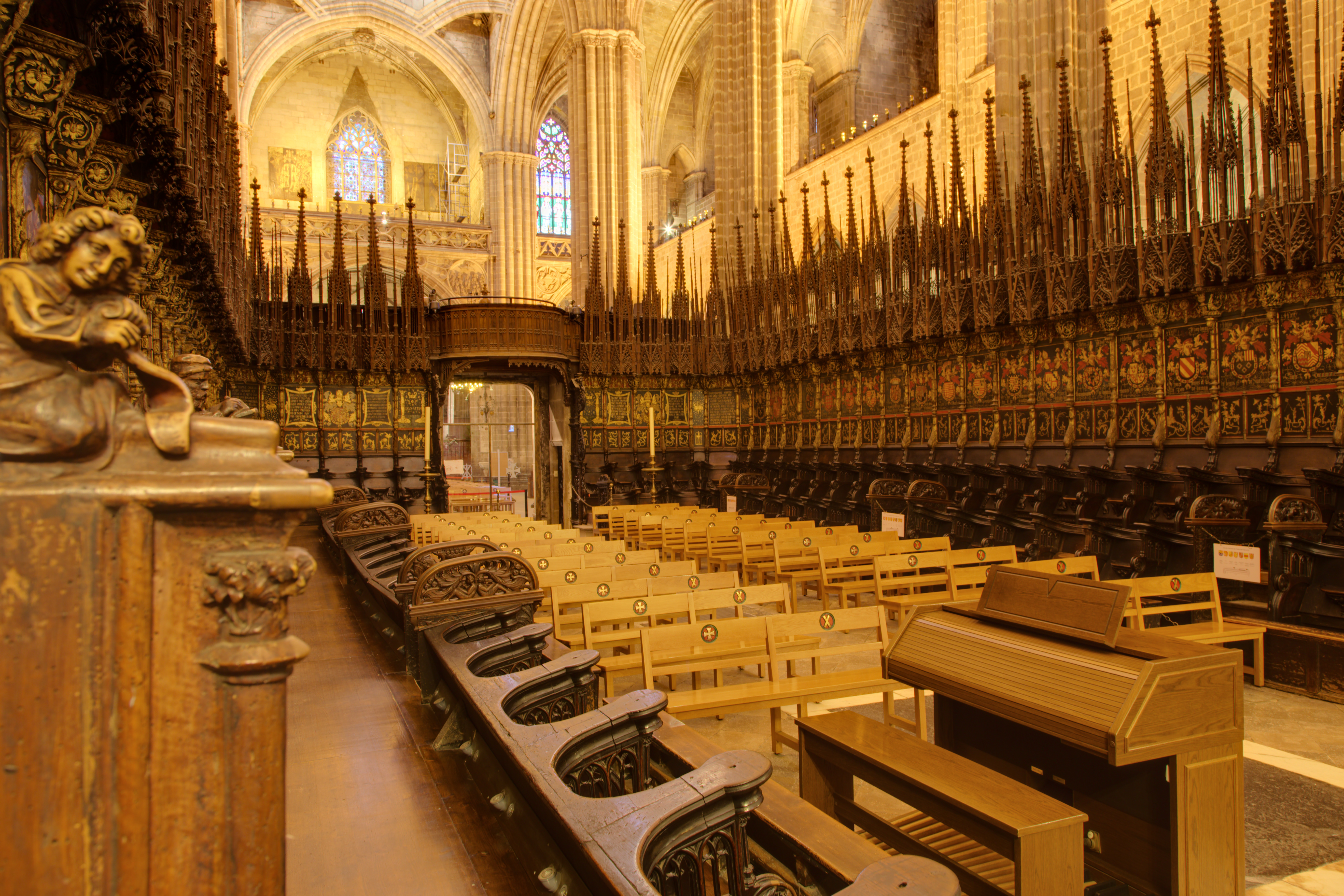
Chorgestühl, Kathedrale von Barcelona (1394–1399)
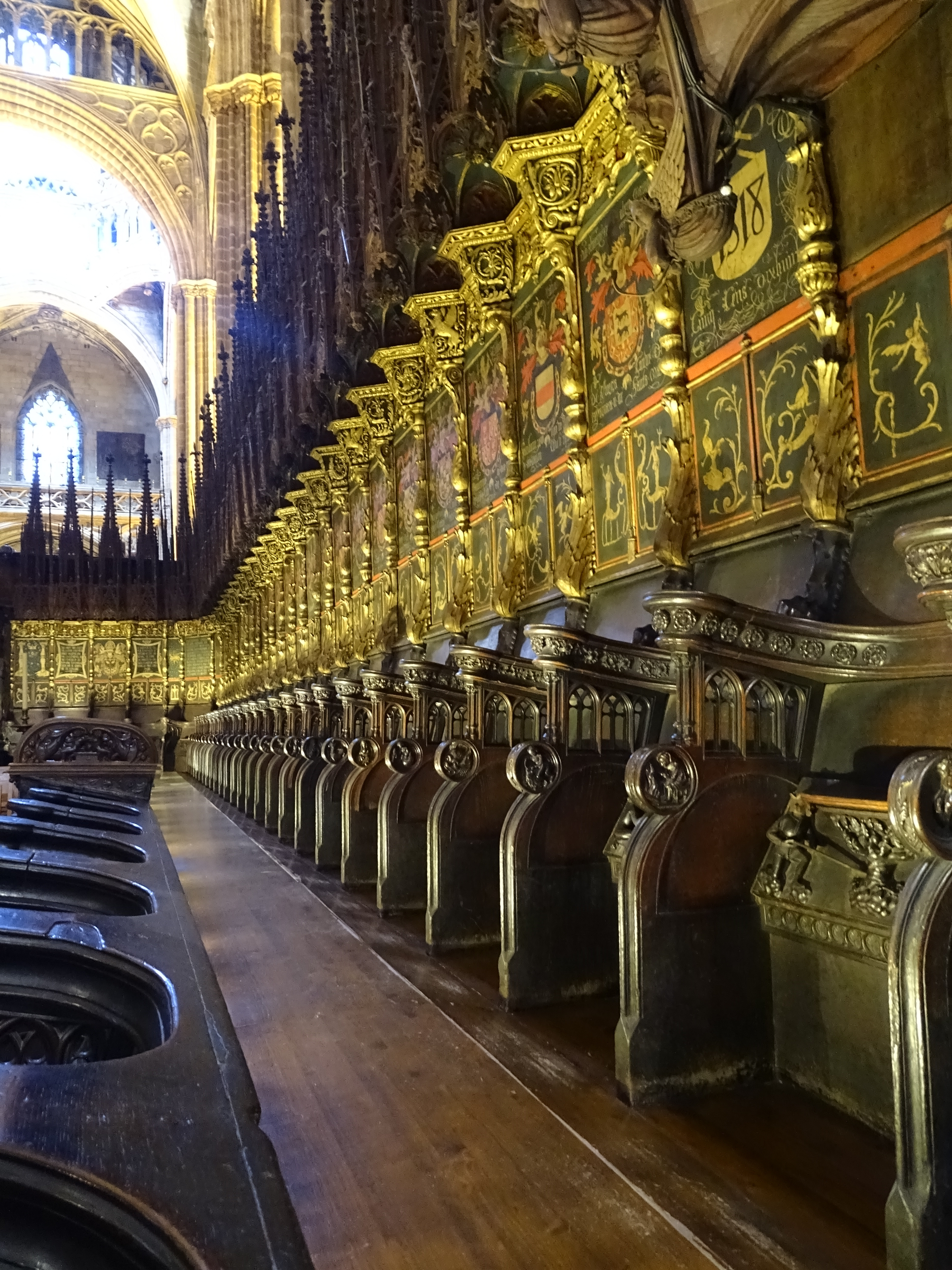
Chorgestühl, Kathedrale von Barcelona, rechts
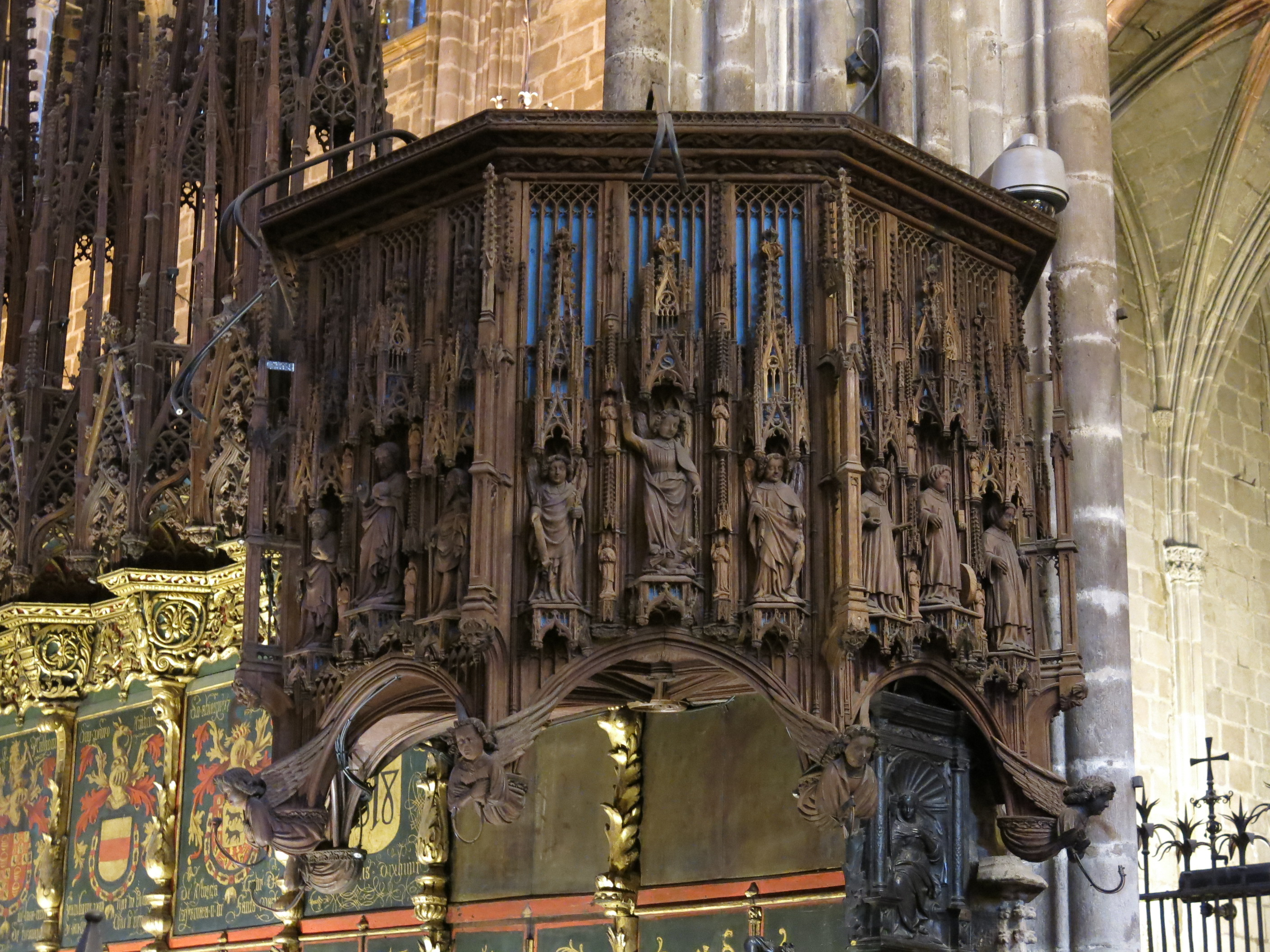
Kanzel der Kathedrale von Barcelona (1403)
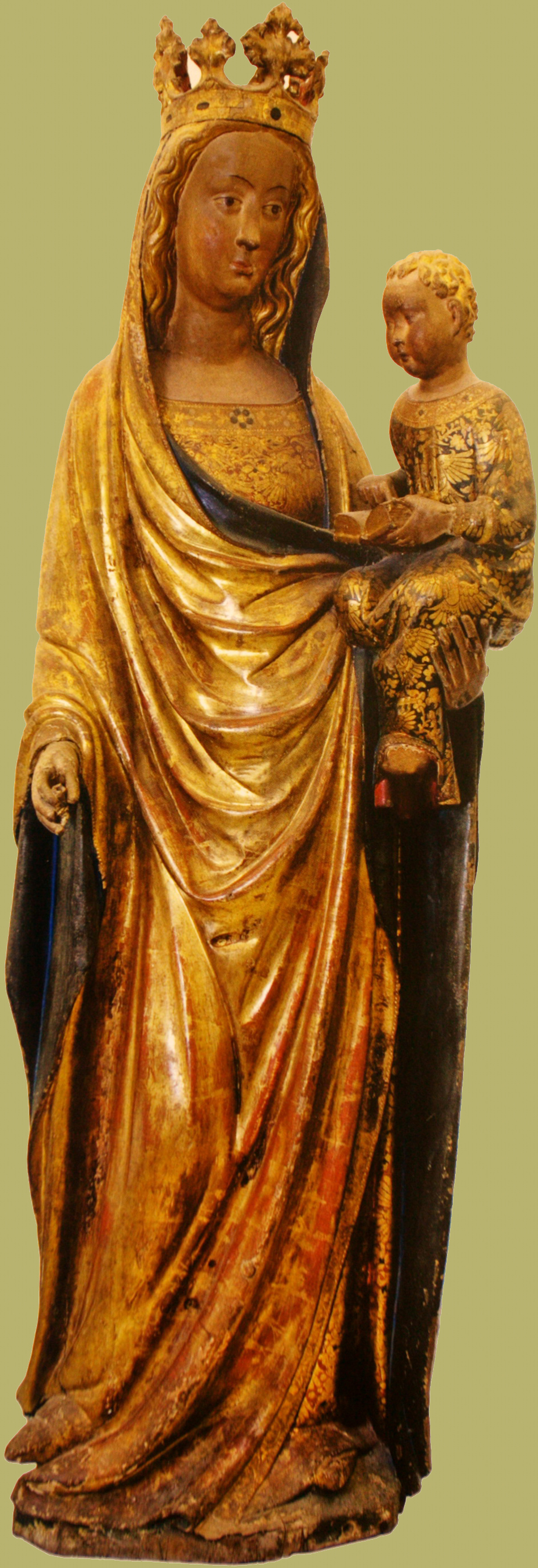
Mare de Déu amb el Nen vom Hochaltar der Abtei Santes Creus (nach 1403)
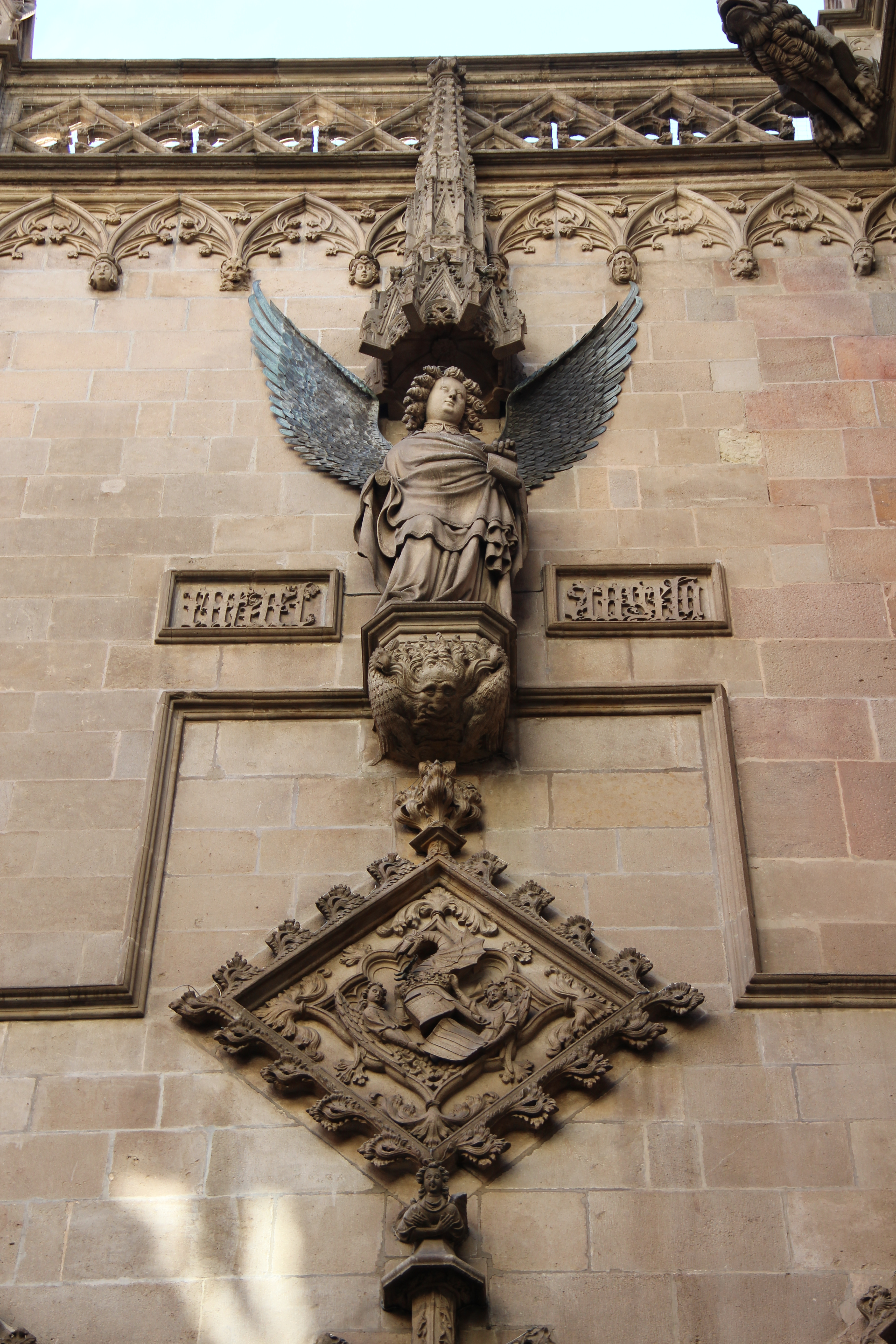
Arcàngel Sant Rafael am Rathaus von Barcelona (1400)
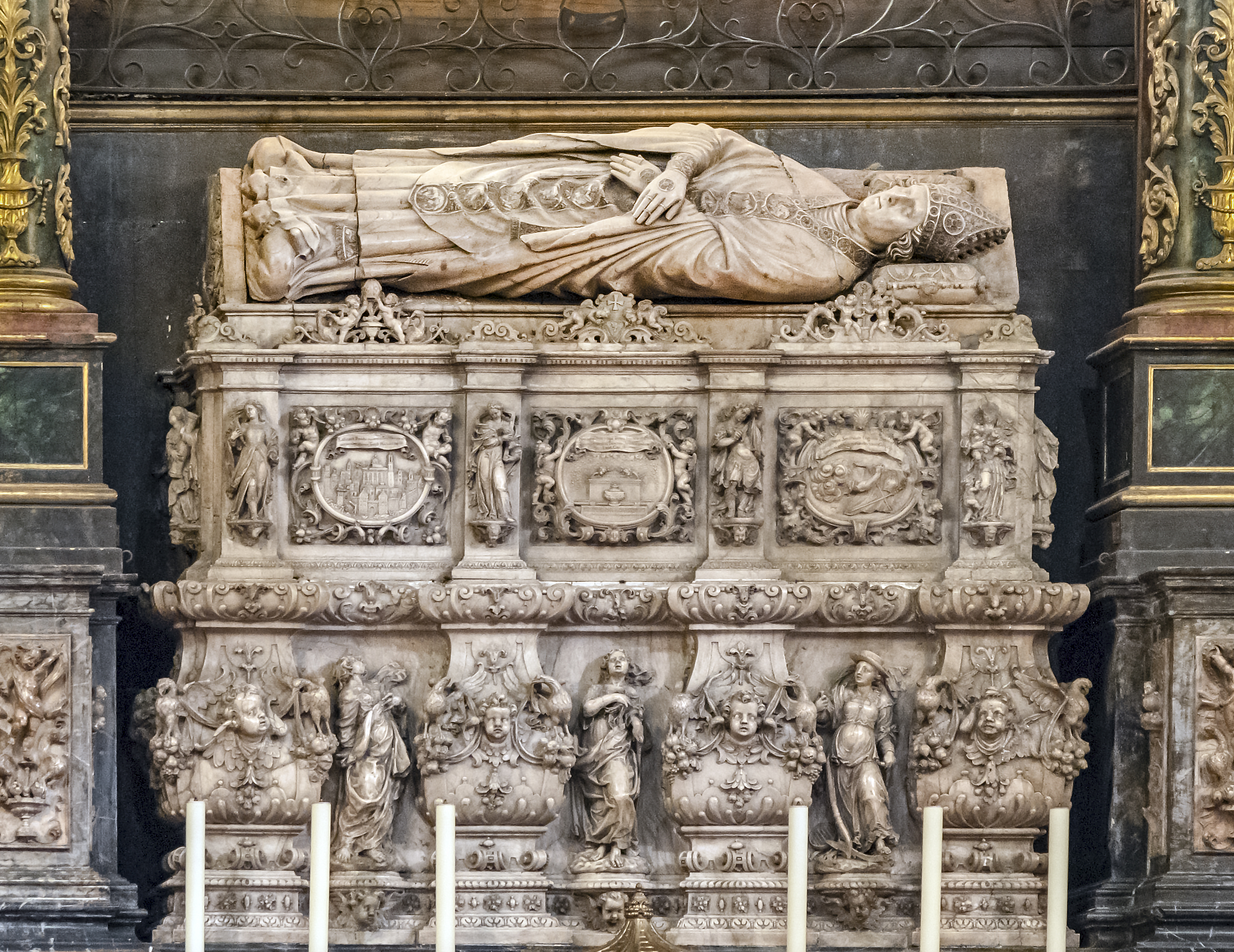
Liegefigur des hl. Oleguer Bonestruga im alten Kapitelsaal der Kathedrale (1406)